# Psilochorema mimicum
Psilochorema mimicum är en nattsländeart som beskrevs av Mclachlan 1866. Psilochorema mimicum ingår i släktet Psilochorema och familjen Hydrobiosidae. Inga underarter finns listade i Catalogue of Life.